# Manhattan Chase
Manhattan Chase es un videojuego de acción-aventura lanzado en 2005 para Microsoft Windows. El juego presenta la posibilidad de elegir entre dos historias relacionadas, ambas con protagonistas femeninas, cada una en lados opuestos de la ley. Los dos personajes que se pueden seleccionar son Angel, que se describe con un "enfoque duro y hostil hacia los matones y es tan dura como parece", y Yasmin, una "mujer fría y dura con un corazón (sic) de hielo".

## Recepción
"Just Press Play" le dio al juego una puntuación de 0,5, criticando los gráficos, la física, la jugabilidad y la historia.